# Форначе (Алесандрија)
Форначе (итал. Fornace) је насеље у Италији у округу Алесандрија, региону Пијемонт.
Према процени из 2011. у насељу је живело 27 становника. Насеље се налази на надморској висини од 143 м.